# Luke Schenscher
Luke Schenscher, né le 31 décembre 1982, à Hope Forest, en Australie, est un joueur australien de basket-ball. Il évolue au poste de pivot.

## Palmarès
- Champion NBA Development League 2010
- Nommé dans la All-NBDL Second Team 2006